# Fremdsprachensatz
Als Fremdsprachensatz bezeichnet man das Desktop-Publishing mit den Schriftsätzen fremder Sprachen und deren Sonderzeichen bzw. Akzenten. Der entsprechende Beruf heißt Fremdsprachensetzer.
Dabei werden landesspezifische Schriftzeichen berücksichtigt und Buchstaben sowie Wort-, Silben- und Satztrennungen in den fremdsprachigen Dokumenten angepasst. Eine spezielle Ausbildung für die Ausübung des Fremdsprachensetzers gibt es nicht. Bei der Rekrutierung auf dem Arbeitsmarkt werden deshalb neben solchen der digitalen Satzerstellung entweder (mutter)sprachliche Kenntnisse verlangt und/oder ein spezieller Korrektor zur zusätzlichen Überprüfung beauftragt.